# Abysmal Thoughts
Abysmal Thoughts è il quarto album in studio del gruppo musicale statunitense The Drums, pubblicato nel 2017.

## Tracce
1. Mirror – 4:04
2. I’ll Fight for Your Life – 3:51
3. Blood Under My Belt – 3:48
4. Heart Basel – 4:43
5. Shoot the Sun Down – 3:36
6. Head of the Horse – 4:38
7. Under the Ice – 3:41
8. Are U Fucked – 3:59
9. Your Tenderness – 4:57
10. Rich Kids – 3:07
11. If All We Share (Means Nothing) – 3:50
12. Abysmal Thoughts – 4:51